# Bratranci Veverkové

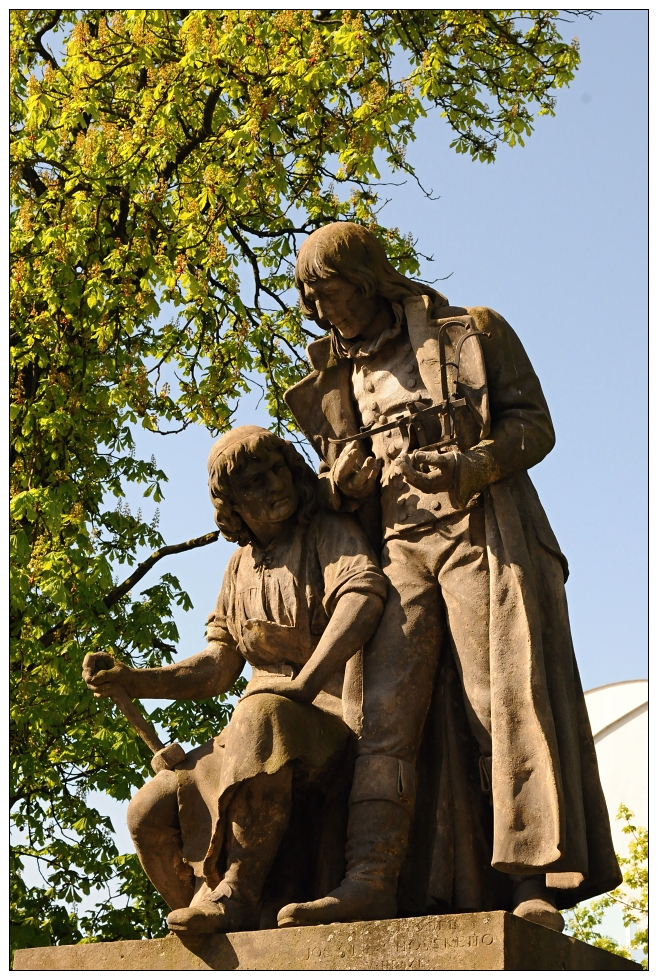
Pomník bratranců Veverkových v Pardubicích

Bratranci Veverkové, Václav (13. dubna 1796 (1790) – 23. února 1849) a František (3. března 1799 –12. února 1849) Veverkovi z Rybitví u Pardubic, jsou známí zejména tím, že roku 1827 vynalezli ruchadlo. Přestože o vynález byl mezi zemědělci velký zájem, Veverkové na něm neprofitovali, ke svému prospěchu ho využili jiní a původ vynálezu se stal ve druhé polovině 19. století předmětem národnostního boje.

## Životní osudy
Václav Veverka se narodil 13. dubna 1796 a František Veverka 3. března 1799, oba v Rybitví, kde žili. František byl rolník a Václav kovář a chalupník. Jejich neradostné životní osudy byly velmi podobné. Umíraly jim děti a také oběma brzy zemřely manželky. Když se znovu oženili a přestěhovali z Rybitví, František do Břehů u Přelouče, Václav do Bukoviny nad Labem, oba vyhořeli a po nemnoha letech zemřeli v bídě, Václav 23. února 1849 a František 12. února 1849.
Když se František v roce 1823 oženil a ujal hospodaření, poznal, jak obtížné a nedokonalé je rozrušování půdy pro přípravu setby dosavadním nářadím. Úpravami tehdejšího tzv. záhonového pluhu, po mnoha neúspěšných zkouškách, se oběma bratrancům společně podařilo vytvořit v roce 1827 pluh, který lidé nazývali „veverče“, sami vynálezci ho však nazvali ruchadlem.
Bratranci Veverkovi byli prostí venkovští lidé. Těšilo je, že jejich řešení funguje, že pomáhá lidem ulehčit jejich práci. Nevěděli, že se jedná o vynález, jehož patentování a obchodní využití by mohlo řešit jejich svízelnou finanční situaci. Dávali své řešení ruchadla k dispozici každému, kdo o ně požádal. Hospodářský úředník Jan Kainz z Choltic nechal ruchadlo podle vzoru vyrobit u choltického kováře Jana Pechmana a v roce 1832 ho poslal na hospodářskou výstavu do Prahy s označením Kainzpflug (Kainzův pluh), jako svůj vynález, za nějž ho pražský německý tisk obdivoval. O autorství pak probíhal v několika etapách rozsáhlý spor s národnostním podtextem. Bratranci Veverkové zemřeli dříve, než bylo jejich autorství úředně uznáno.

## Do síně slávy
8. a 9. září 1883, se konala v Pardubicích a v Rybitví velká národní slavnost k odhalení pomníků bratrancům Veverkovým v obou místech. Pomníky byly pořízeny z výtěžku sbírky konané v celých Čechách a na Moravě. K odhalení zdejšího sousoší do Pardubic, které tehdy měly jen asi 10 tisíc obyvatel, přijelo na 30 tisíc návštěvníků a promluvil jeden z tehdejších vůdců českého národního obrození Dr. František Ladislav Rieger. Autorem návrhu sousoší bratranců Veverkových v Pardubicích je Josef Strachovský a z hořického pískovce je zhotovila firma bratranců Ducháčků z Prahy. K odhalení pomníku Ing. František Křižík instaloval v Pardubicích, jako prvním venkovském městě v Čechách, elektrické osvětlení obloukovými lampami.
Od té doby již autorství vynálezu nikdo nezpochybňoval. Ke stému výročí vynálezu byla v roce 1927 uspořádána v Pardubicích rovněž velká slavnost, na které promluvil poslanec František Udržal.
František Veverka je pohřben v Přelouči, Václav Veverka ve Dřítči. Na obou těchto hřbitovech mají vynálezci pamětní desky. Na pamětní desce Dřítečského hřbitova je uveden chybný letopočet (1796) narození Václava, správně je uvedeno v úvodu tohoto článku (dle matriky). Uvedeného dne, 10. prosince 1790, se narodil Františkův bratranec Václav. Toto chybné datum je uváděno téměř na všech pamětních deskách.

## Galerie

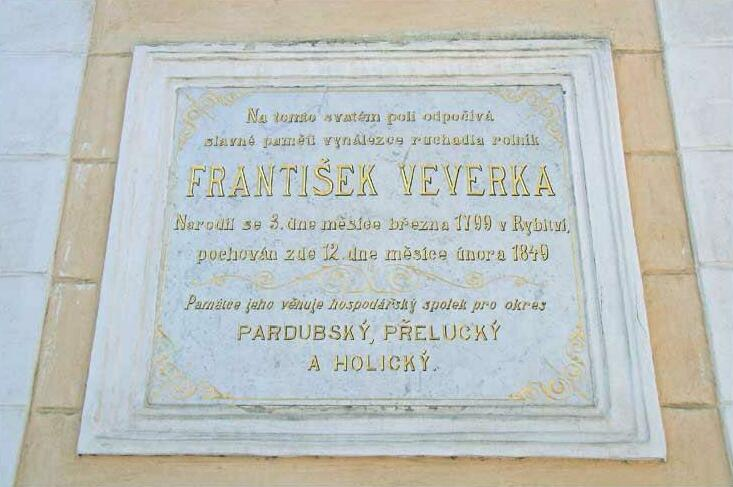
Pamětní deska Františka Veverky
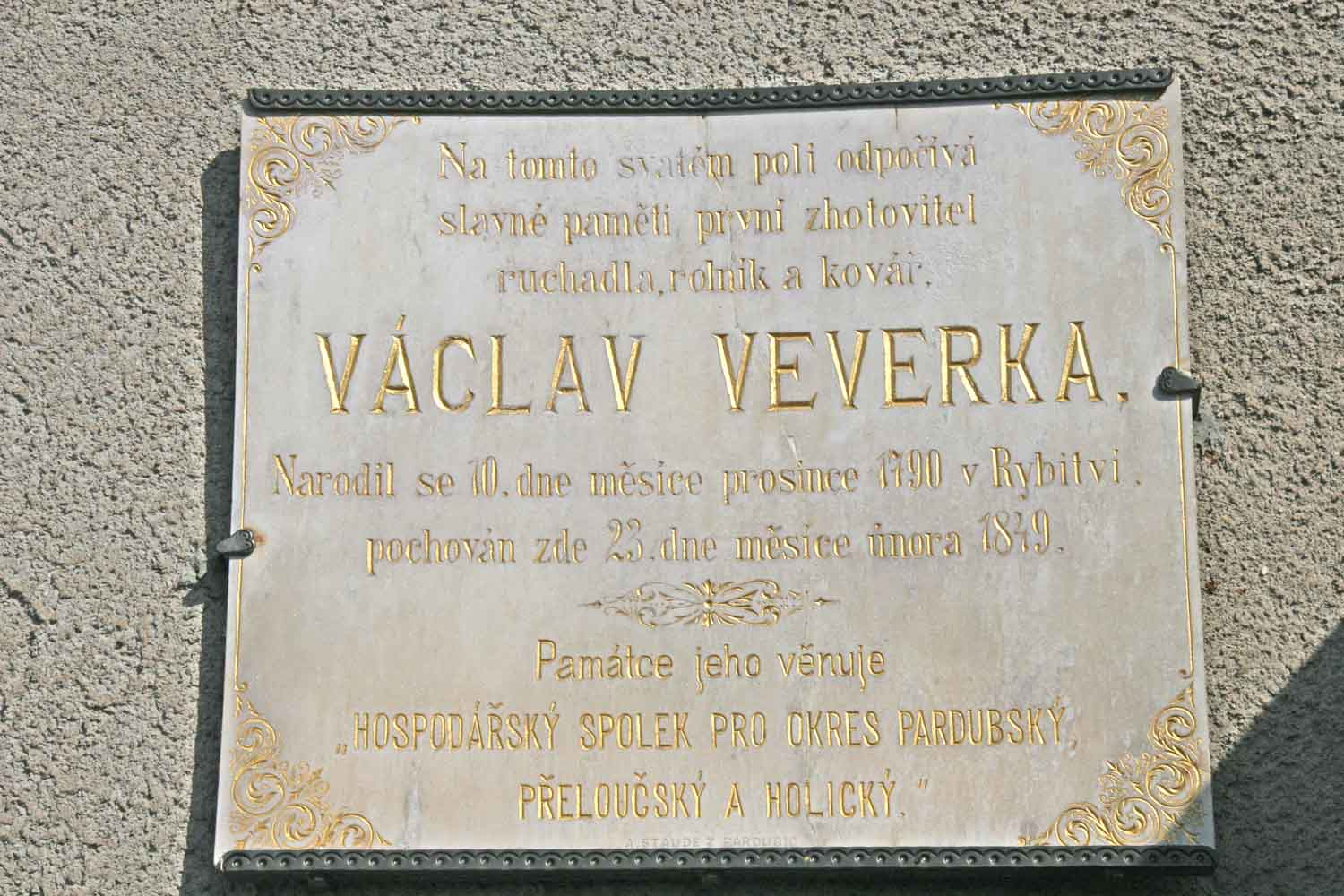
Pomník na dvoře rodného domku Václava Veverky v Rybitví
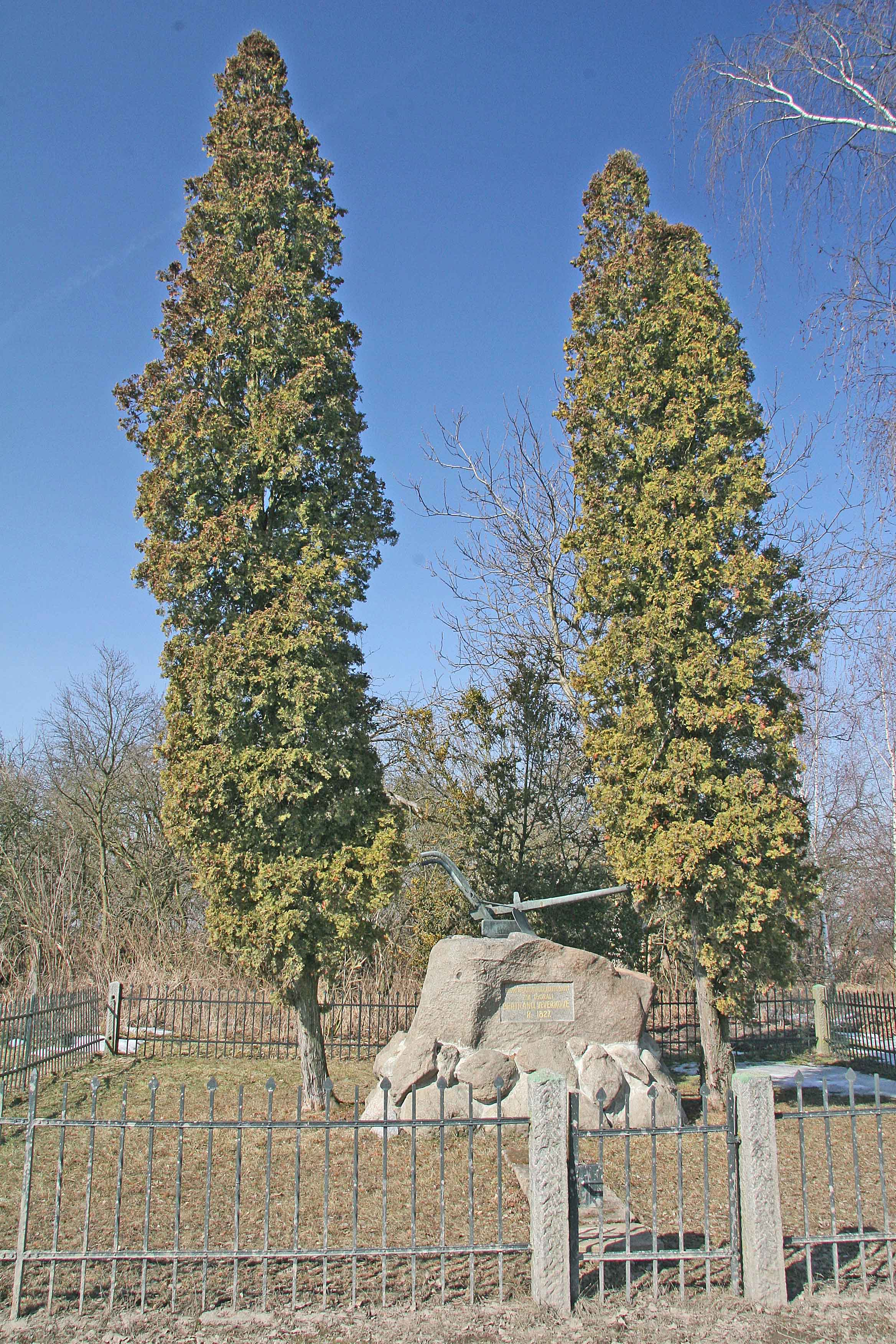
Památník bratranců Veverkových u kovárny v Rybitví
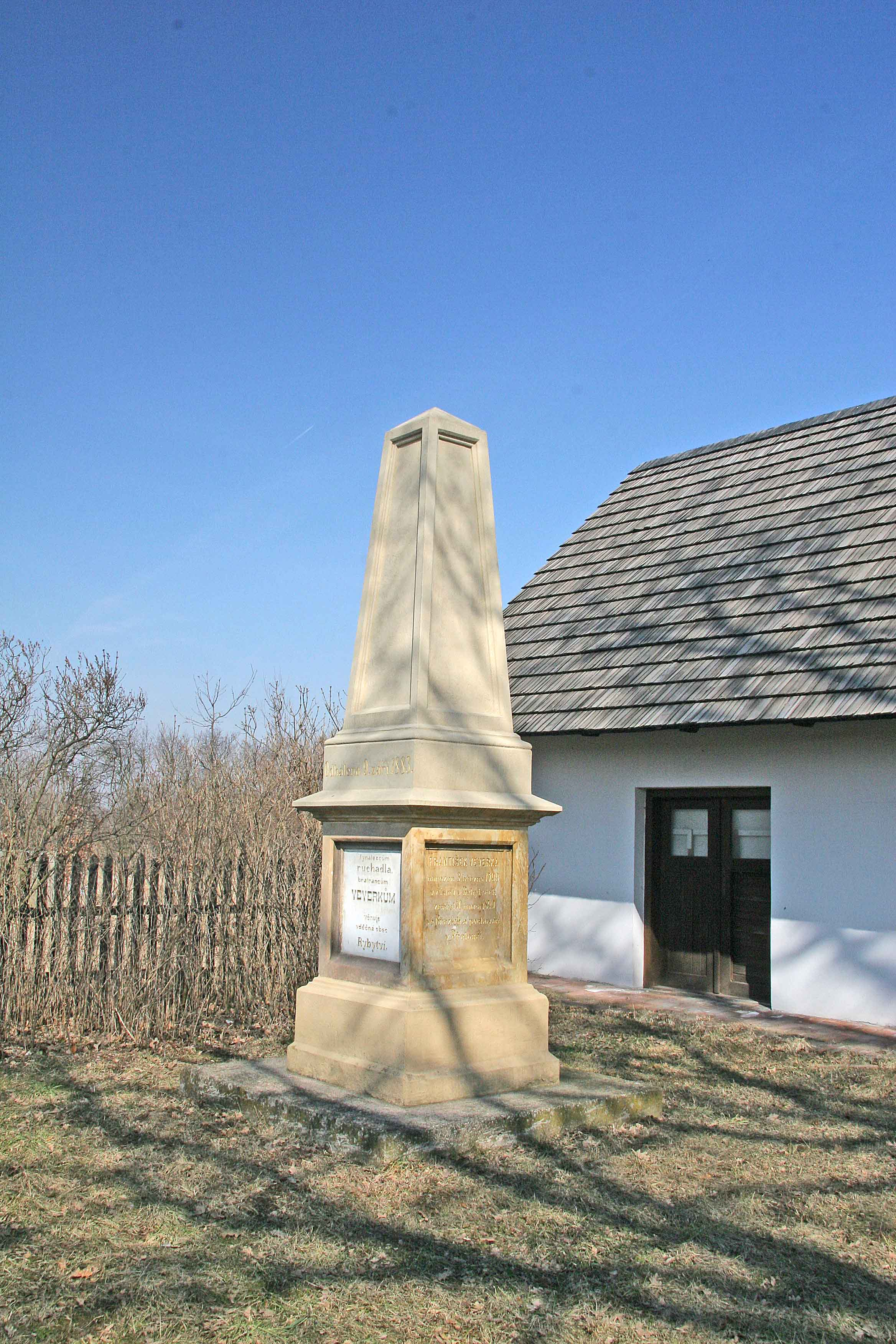
Pomník na dvoře rodného domku Václava Veverky v Rybitví
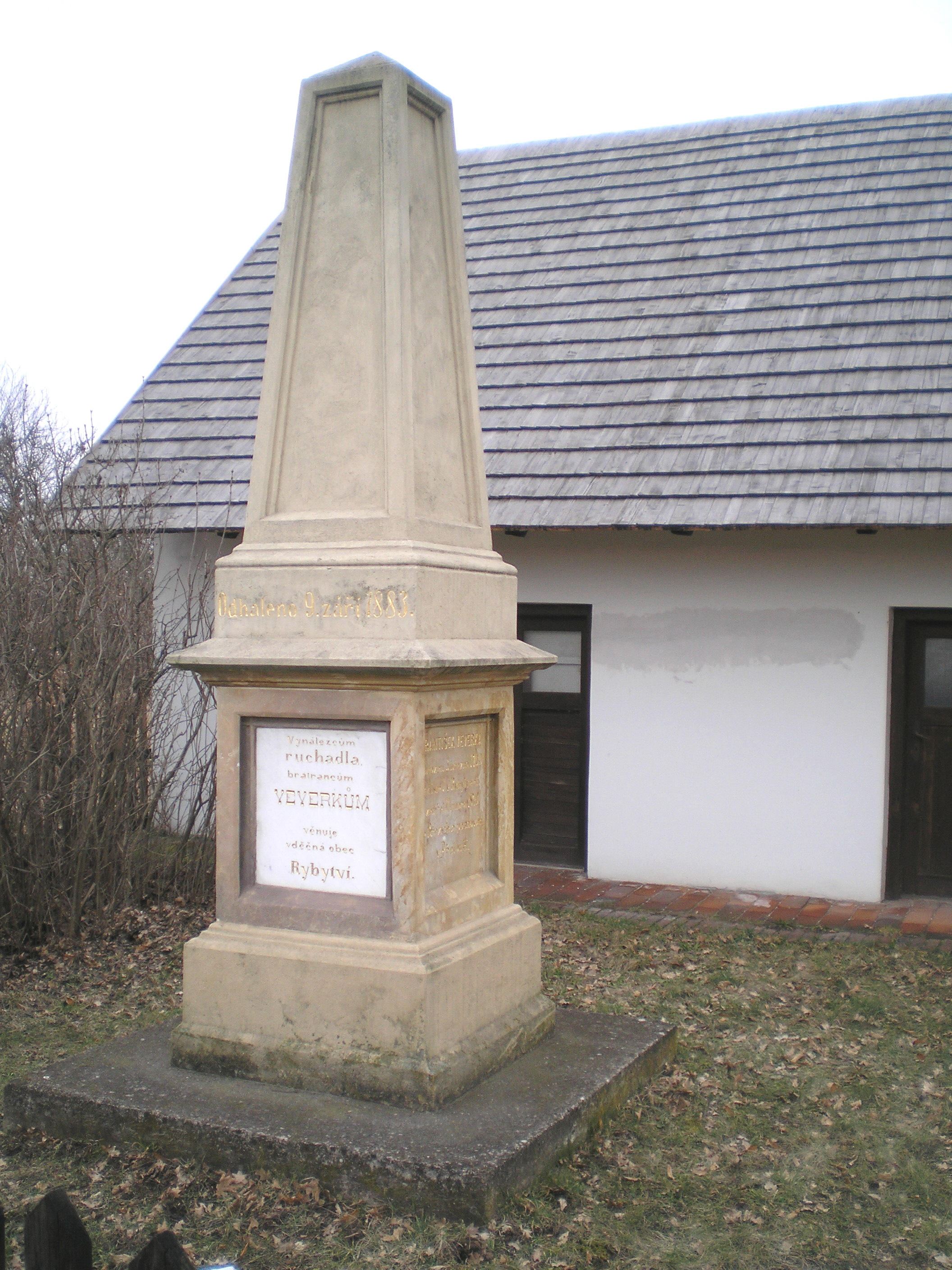
Památník bratranců Veverkových u kovárny v Rybitví
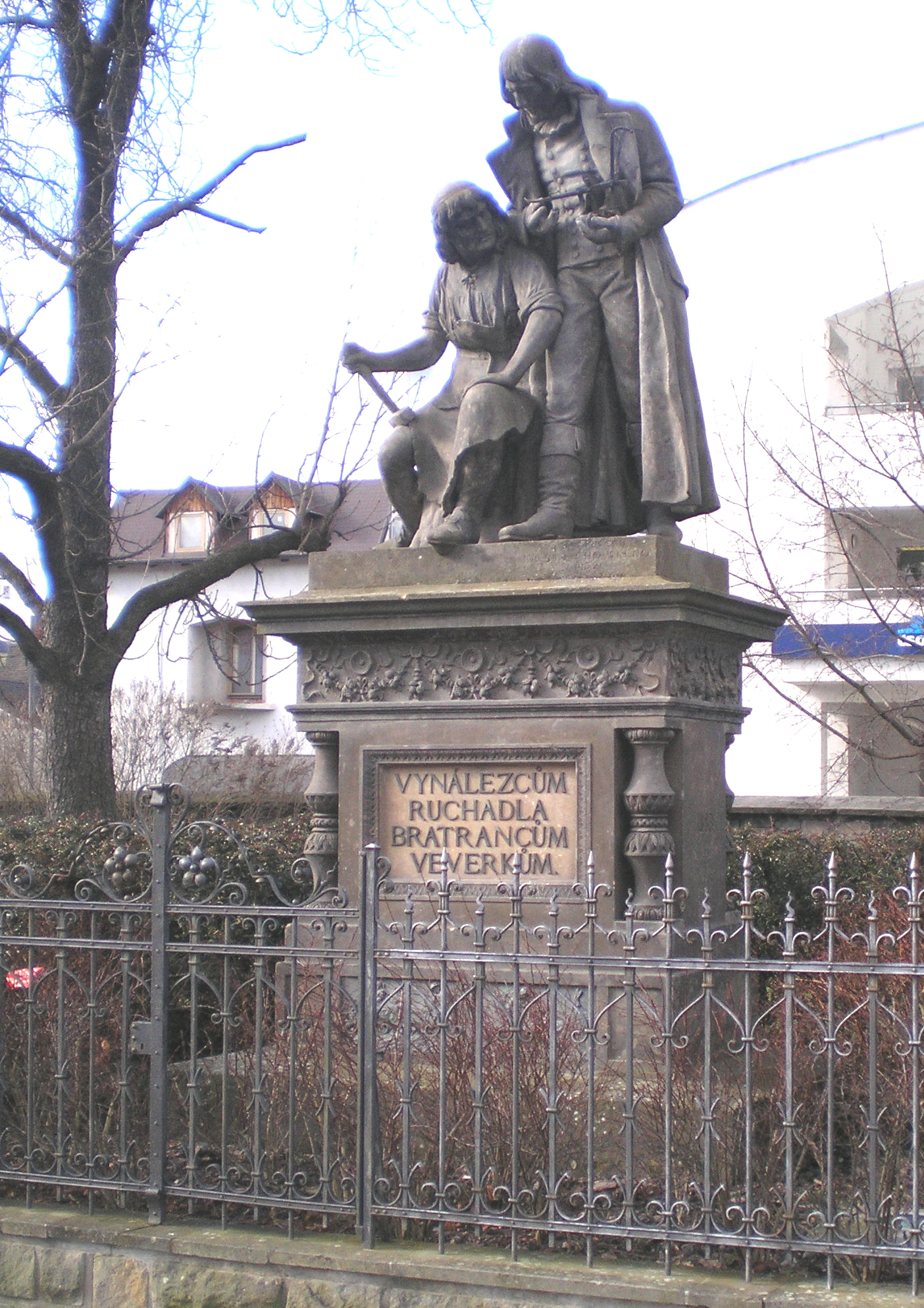
Sousoší bratranců Veverkových v Pardubicích